# Las aventuras de Pikín
 Las aventuras de Pikín  es una película de Argentina filmada en Eastmancolor dirigida por Alberto Abdala sobre el guion de Jorge Falcón según la idea original de Alberto Abdala que se estrenó el 21 de julio de 1977 y que tuvo como actores principales a Marcelo Marcote, Jorge Barreiro y Cristina del Valle.
En los créditos figura Ángel Acciaresi como codirector pero solo estuvo tres días a cargo del rodaje.

## Sinopsis
Pikín, un pequeño y simpático pez de acuario pide a un niño que le ayude a encontrar a su hermano en un arroyo.

## Reparto
- Marcelo Marcote
- Jorge Barreiro
- Cristina del Valle
- Tachin
- Rey Charol
- Vicente La Russa
- Raúl Ricutti
- Reynaldo Mompel
- Rolando Chaves
- Horacio Bruno
- Oscar Viale
- Arturo Noal
- Coco Fosatti
- Mario Savino
- Osvaldo María Cabrera
- Jorge Godoy
- Gabriela Toscano

## Comentarios
Clarín dijo:

«Para los chicos, pero con poca sal.»

Manrupe y Portela escriben:

«Marcelo Marcote habla con un pez y el argumento quiere dejar un mensaje en este aburrido título de vacaciones de invierno. Imperdible Jorge Barreiro con camisa fucsia abierta hasta el ombligo.»